# Schwarmstedt
Schwarmstedt – gmina w Niemczech, w kraju związkowym Dolna Saksonia, w powiecie Heidekreis, siedziba gminy zbiorowej Schwarmstedt.

## Geografia
Gmina Schwarmstedt położona jest nad rzeką Leine.

## Dzielnice gminy
- Bothmer
- Grindau

## Komunikacja
Przez Schwarmstedt przebiega droga krajowa B214.

## Współpraca
Miejscowości partnerskie Schwarmstedt to:
- Kröpelin, Meklemburgia-Pomorze Przednie
- Miękinia, Polska